# Befraktning
Med befraktning menas hyra av användningen av ett fartyg.
Det finns två typer av befraktning, nämligen tidsbefraktning och resebefraktning. Som namnen indikerar menas med tidsbefraktning hyra på en viss tidsperiod medan resebefraktning innebär hyra för en specifik resa. Befraktningsavtalet kallas certeparti och i äldre juridisk litteratur används ordet certepartifart som synonymt med befraktning. Certepartierna är ofta uppgjorda för transport av en viss typ av gods, till exempel GRAINVOY (resebefraktning för bulklast av säd) eller GASVOY (resebefraktning för gas). De vanligaste certepartierna är dock inte uppgjorda för något visst typ av gods, till exempel GENCON (vilket är det vanligaste av alla certepartier) Under de två huvudkategorierna finns en mängd speciella befraktningssätt, exempelvis bare-boat befraktning och slot charter. Certepartierna ingås så gott som alltid på standardavtal, vilka ofta är internationella och välkända i branschen. 
Personen som hyr ut fartyg (ägaren) kallas bortfraktare medan den som hyr fartyg kallas befraktare. Gemensamt för tids- och resebefraktningen är att befraktaren endast har rätt att beordra bland annat var och vad fartyget skall lasta och var det skall lossa medan själva handhavandet av fartyget (bemanning, navigering, lastning osv.) ligger på bortfraktaren. Denna huvudregel kan avvikas ifrån genom avtal. Till exempel är FIOS-klausuler, där lastningen, stuvningen och lossningen sköts av bortfraktaren, ofta förekommande. 
Enligt ett bare-boat certeparti hyrs endast fartyget utan besättning. Det obemannade fartyget ställs till befraktarens disposition. Befraktaren bemannar, svarar för tillsyn och kommersiell drift och underhåller fartyget. Vanligtvis är det även befraktaren som försäkrar fartyget. (källa: Handbok i Sjörätt och närliggande ämnen, Rolf Ihre, s. 82). Bareboatbefraktning regleras inte alls i Sjölagen även om vissa paralleller kan dras mellan vissa av Sjölagens regler för tidsbefraktning och bareboatbefraktning (källa: Handbok i Sjörätt och närliggande ämnen, Rolf Ihre, s. 83). Detta innebär att avtalsfrihet råder för bareboatbefraktning precis som för tids- och resebefraktning som är dispositiva enligt SjöL kap 14 (källa: Handbok i Sjörätt och närliggande ämnen, Rolf Ihre, s. 85).

När man befraktar i trampfart/linjefart betyder det att man brukar använda sig av en viss befraktningsmetod, som helbefraktning eller delbefraktning. Dessa två befraktningsmetoder går ut på att ha en viss lastkapacitet på fartyget, på ett specifikt fartyg och för en viss tid. Då en befraktare köper hela fartygets kapacitet för en viss tid har han gått in i en helbefraktningsmetod

## Några certepartier
Resebefraktning:
- GENCON
- SCANCON
- GASVOY

Tidsbefraktning:
- BALTIME
- LINERTIME
- GENTIME
- SHELLTIME

Bare boat:
- BARACON A